# Waldemar Anton
Waldemar Anton (Olmaliq, 20 de julho de 1996) é um futebolista profissional alemão que atua como zagueiro. Atualmente joga pelo Borussia Dortmund. Nascido no Uzbequistão, joga pela Seleção Alemã.

## Carreira no clube

### Hannover 96 II
Pelo Hannover 96 II, Anton jogou onze partidas e marcou um gol.[carece de fontes?]

### Hannover 96

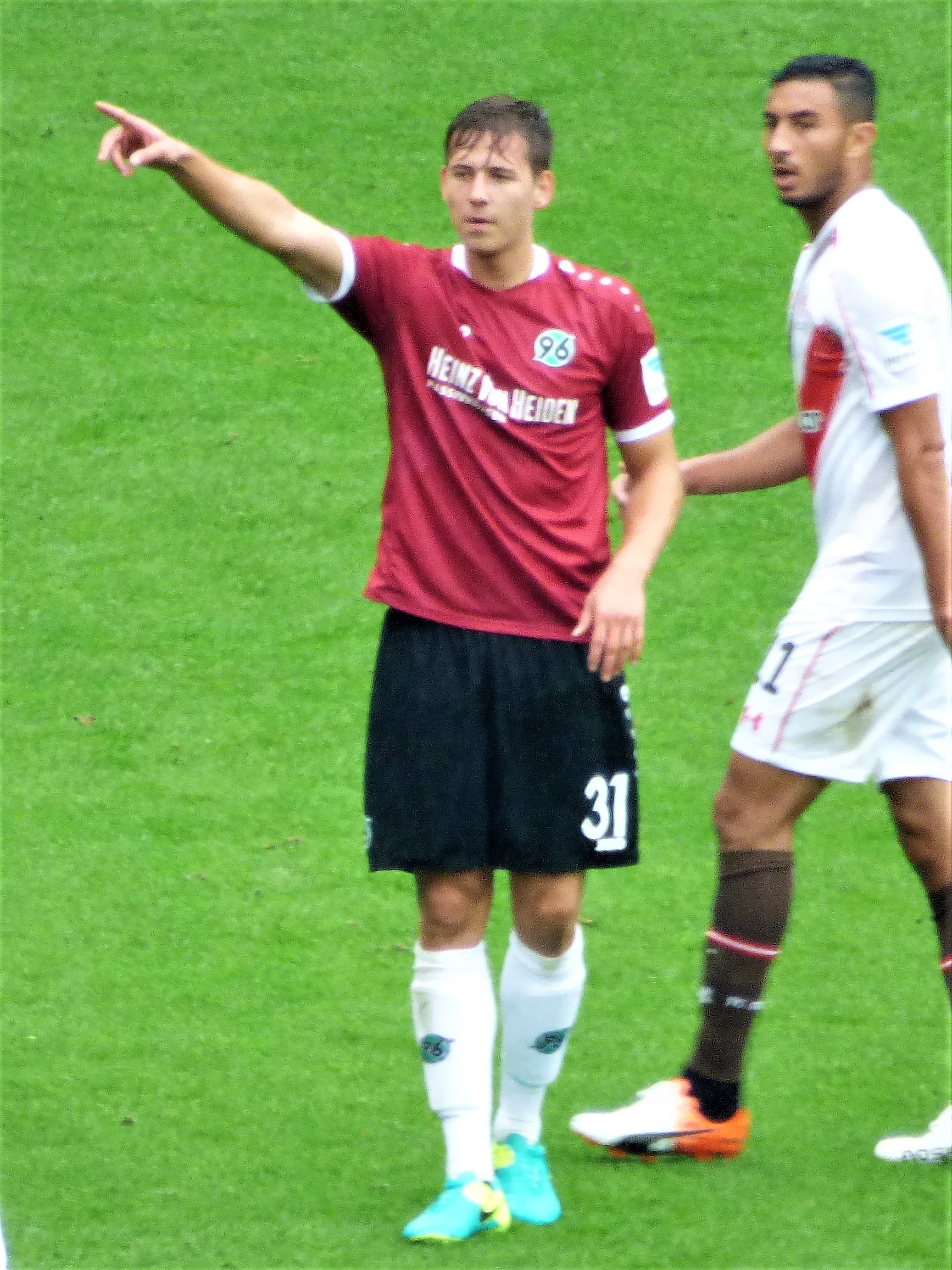
Anton com Hannover 96 em 2016

Como o Hannover 96 estava lutando contra o rebaixamento, Anton assinou um contrato profissional para auxiliar o clube. Durante a temporada 2015-16, Anton fez duas aparições pelo clube[carece de fontes?] atuando na vitória por 2 a 1 contra o VfB Stuttgart em 27 de fevereiro de 2016 e na derrota por 1 a 0 contra o Eintracht Frankfurt em 19 de março de 2016. Seu primeiro gol na Bundesliga foi contra o Borussia Mönchengladbach em 15 de abril de 2016.

### VfB Stuttgart
Em 28 de julho de 2020, Anton foi transferido para o VfB Stuttgart em um contrato de quatro anos. Em 5 de novembro de 2021, ele estendeu seu contrato até 2025.
Tornou-se capitão da equipe em agosto de 2023 e estendeu seu contrato em 14 de janeiro de 2024 até 2027.

### Borussia Dortmund
Em 8 de julho de 2024, Anton ingressou no Borussia Dortmund, assinando um contrato de quatro anos por uma taxa de transferência de 22,5 milhões de euros.

## Carreira internacional
Elegível para jogar pela Alemanha, Rússia e Uzbequistão, Anton escolheu defender a Alemanha. Venceu o Campeonato Europeu de Futebol Sub-21 em 2017 e foi vice-campeão em 2019.
Em março de 2024, foi convocado para a seleção alemã antes dos amistosos contra França e Holanda. Fez sua estreia em 23 de março de 2024 contra a França.

## Vida pessoal
Anton nasceu em Olmaliq, Uzbequistão, mas mudou-se para a Alemanha aos dois anos de idade. Seu pai é de Ecaterimburgo e sua mãe é alemã do Volga.

## Títulos
Alemanha
- Campeonato Europeu de Futebol Sub-21: 2017[16]

Individual
- Equipe da temporada da Bundesliga: 2023–24[17]
- Equipe da temporada da VDV Bundesliga: 2023–24[18]